# Prosoplus laterinigricollis
Prosoplus laterinigricollis là một loài bọ cánh cứng trong họ Cerambycidae.